# Joseph Anton Gabaleon von Wackerbarth-Salmour

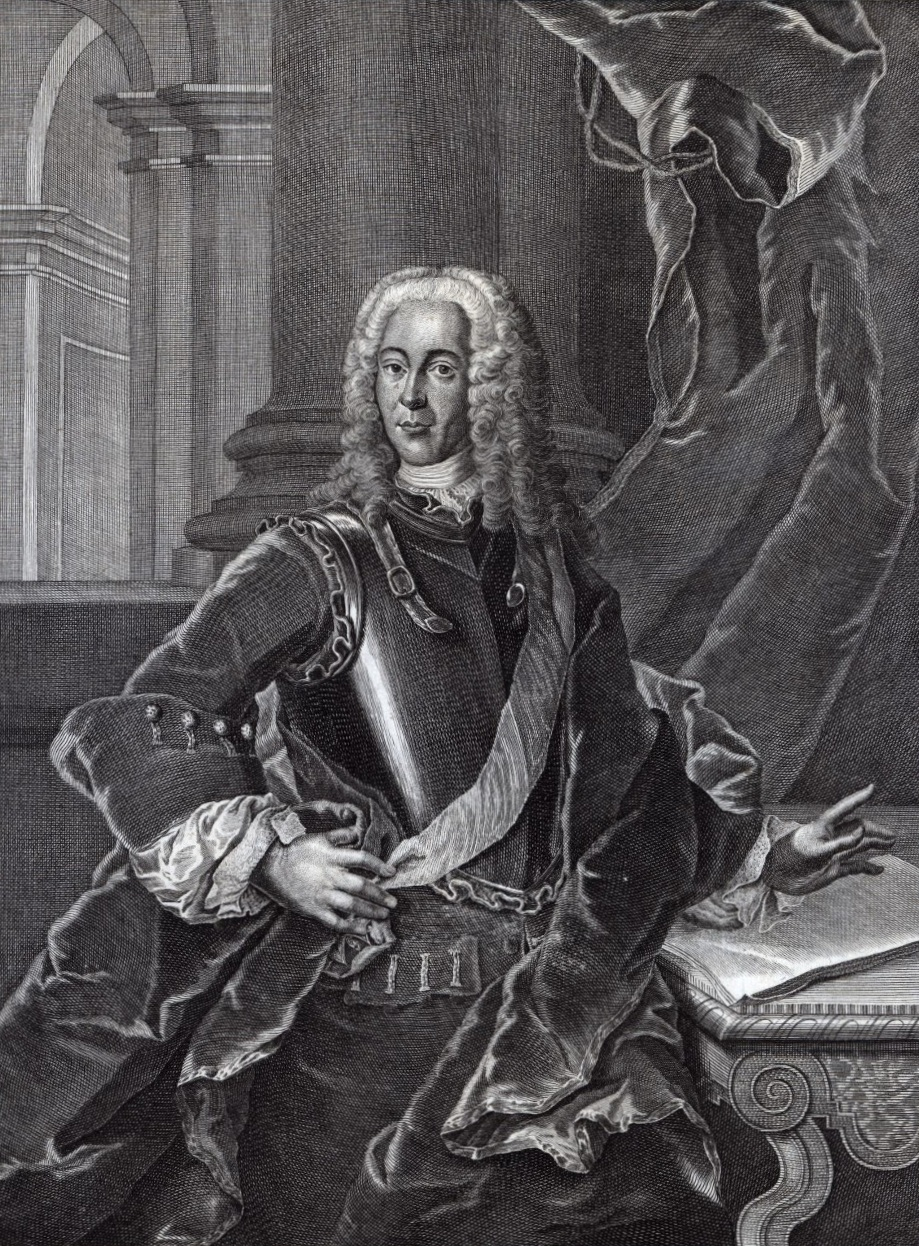
Joseph Anton Gabaleon von Wackerbarth-Salmour

Joseph Anton Gabaleon von Wackerbarth-Salmour (* 1685 in Turin; † 2. Juni 1761 in Nymphenburg bei München) war ein kursächsischer Kabinettsminister, Oberhofmeister und Diplomat.

## Leben
Giuseppe Antonio Gabaleone di Salmour war der jüngere Sohn des piemontesischen Dragonerkapitäns Giovanni Michele Gabaleone, Graf von Salmour († 1691), und der Caterina di Balbiano. Aufgewachsen in Turin und auf den Landsitzen seines Vaters in Salmour und Andezeno, trat er 1704 in die Dienste seines Landesherrn, des Herzogs von Savoyen und Königs von Sardinien ein. 
Seine früh verwitwete Mutter ging 1695 eine zweite Ehe ein, die erhebliches Aufsehen erregte, denn es handelte sich um den Halbbruder des brandenburgischen Kurfürsten (und späteren preußischen Königs) Friedrich III./I., den Markgrafen Karl Philipp von Brandenburg-Schwedt. Dieser starb jedoch kurz darauf. 1707 heiratete seine Mutter in dritter Ehe den kursächsischen  Generalfeldmarschall und Staatsminister August Christoph von Wackerbarth. Im selben Jahr holten sie Giuseppe Antonio nach Dresden, wo dieser in sächsischen Militärdienst trat. Graf Wackerbarth adoptierte seinen Stiefsohn, der den Namen Joseph Anton Graf von Wackerbarth-Salmour annahm. Eine Verwundung 1709 in der Schlacht bei Malplaquet im Spanischen Erbfolgekrieg beendete die eingeschlagene militärische Laufbahn als Kapitän im Heer Prinz Eugens.
1712 wurde er in Dresden zum Kammerherrn ernannt. Zwischen 1713 und 1719 reiste er in inoffiziellen diplomatischen Missionen nach London, München und Wien. Von 1723 bis 1727 wurde Wackerbarth-Salmour der erste ständige Gesandte Sachsens in München. Als 1728 der kursächsische Kabinettsminister Jacob Heinrich von Flemming in Wien plötzlich starb, übernahm der in Privatangelegenheiten in Wien weilende Wackerbarth-Salmour die Verhandlungen mit dem kaiserlichen Hof. Von 1730 bis zum Sommer 1731 war er Gesandter in Rom. Dort ergab sich eine Freundschaft mit dem Kardinal Alessandro Albani, mit dem er das Interesse an Kunst und Antiken teilte; er korrespondierte mit diesem und später auch mit Johann Joachim Winckelmann, der 1755 von Dresden nach Rom übersiedelte und eine Anstellung beim Kardinal erhielt. 
Von 1731 bis zu seinem Tod 1761 war Wackerbarth-Salmour Oberhofmeister des Kurprinzen Friedrich Christian. Von April 1733 bis März 1734 war er als Kabinettsminister gemeinsam mit dem Generalen Wolf Heinrich von Baudissin und Diesbach in Polen, um die Wahl Friedrich Augusts II. zum polnischen König sicherzustellen. 1738–1740 begleitete er den Kurprinzen auf seiner Italien-Reise nach Neapel, Rom, Florenz, Mailand und Venedig, wobei er die Organisation und Reiseleitung übernahm. 

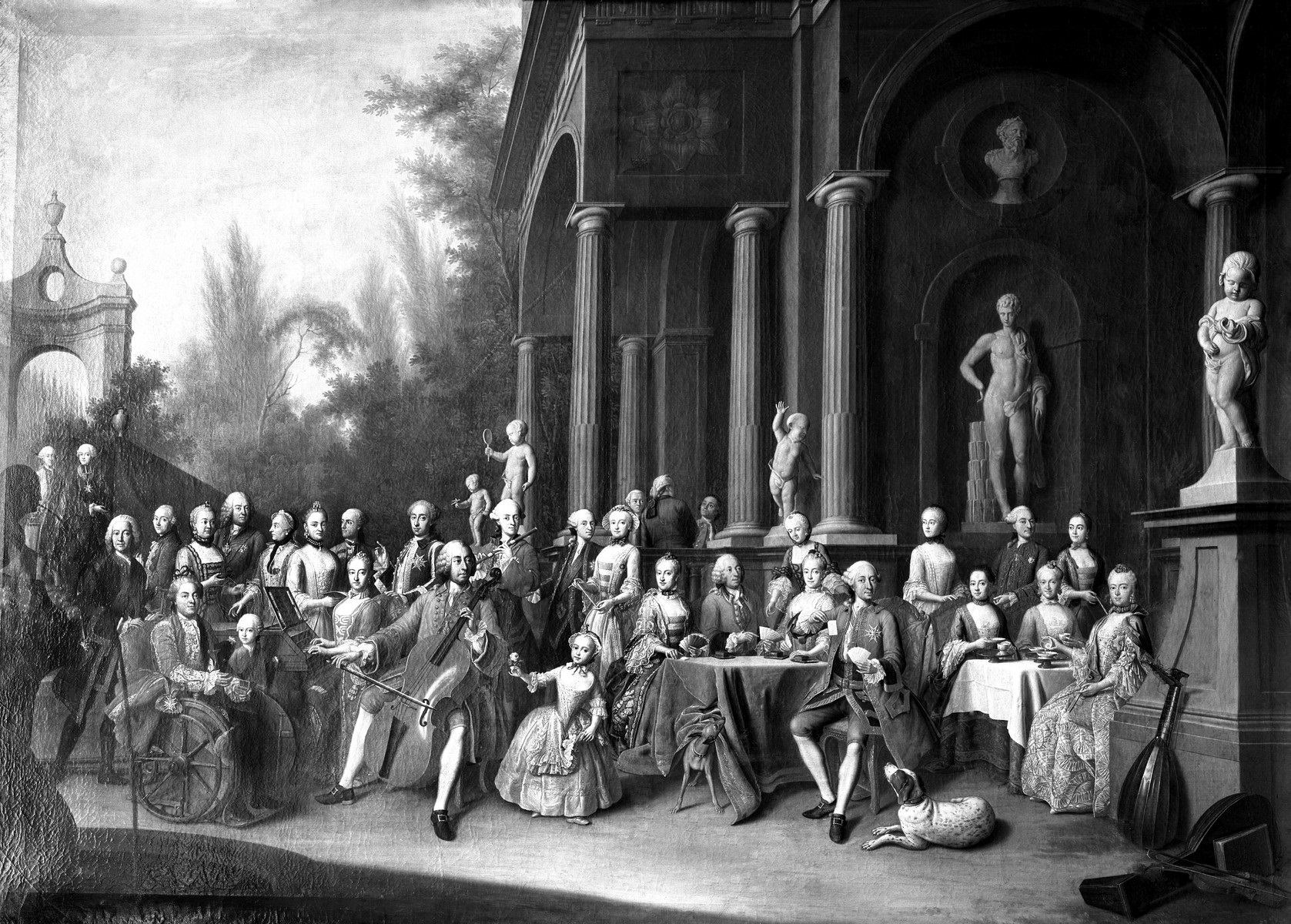
Kurprinz Friedrich Christian (vorn links im Rollstuhl) mit Gemahlin Maria Antonia von Bayern im Exil auf Schloss Nymphenburg (1761). Wackerbarth-Salmour hinter dem Kurprinzen stehend.

Als im Siebenjährigen Krieg 1759 ein weiterer Aufenthalt des Kurprinzen in Dresden gefährlich erschien, floh dieser mit seiner Familie nach München, wo er von seinem Schwager, Kurfürst Maximilian III. Joseph, gastfreundlich aufgenommen wurde und zwei Jahre blieb. Wackerbarth-Salmour begleitete ihn ins Exil und starb zwei Jahre später in Schloss Nymphenburg. Sein Epitaph, lediglich beschriftet mit: „HIC JACET MISER PECATOR ORATE PRO EO“ befindet sich in der katholischen Winthirkirche in München-Neuhausen.
Er war Ritter des polnischen Orden vom Weißen Adler, der Ritterorden der hl. Mauritius und Lazarus und des St. Januariusordens. 
Wackerbarth-Salmour war 1734 als Alleinerbe seines Adoptivvaters Besitzer von Wackerbarths Ruh’ in der Lößnitz, des Ritterguts Zabeltitz und des Kurländer Palais in Dresden geworden. Er blieb unverheiratet und war kinderlos. Das Kurländer Palais verkaufte er an Graf Friedrich August Rutowski. Zabeltitz mit dem Alten und Neuen Schloss hatte er bereits zu Lebzeiten seinem im Piemont aufgewachsenen und ebenfalls als Offizier nach Dresden gekommenen Neffen Giuseppe Antonio Gabaleone, Conte di Salmour, zur Hochzeit mit Gräfin Helena Isabella Lubieńska geschenkt; nach dessen Tod 1759 verwaltete die Gräfin Salmour es für ihre noch unmündigen Kinder und verkaufte den Besitz 1769 an Prinz Franz Xaver von Sachsen, den Bruder Friedrich Christians. Gemäß Wackerbarth-Salmours Testament wurde Wackerbarths Ruh’ nach seinem Tod 1761 zugunsten von „Dresdner Witwen und Waisen“ versteigert.